# Fulvio Pelli

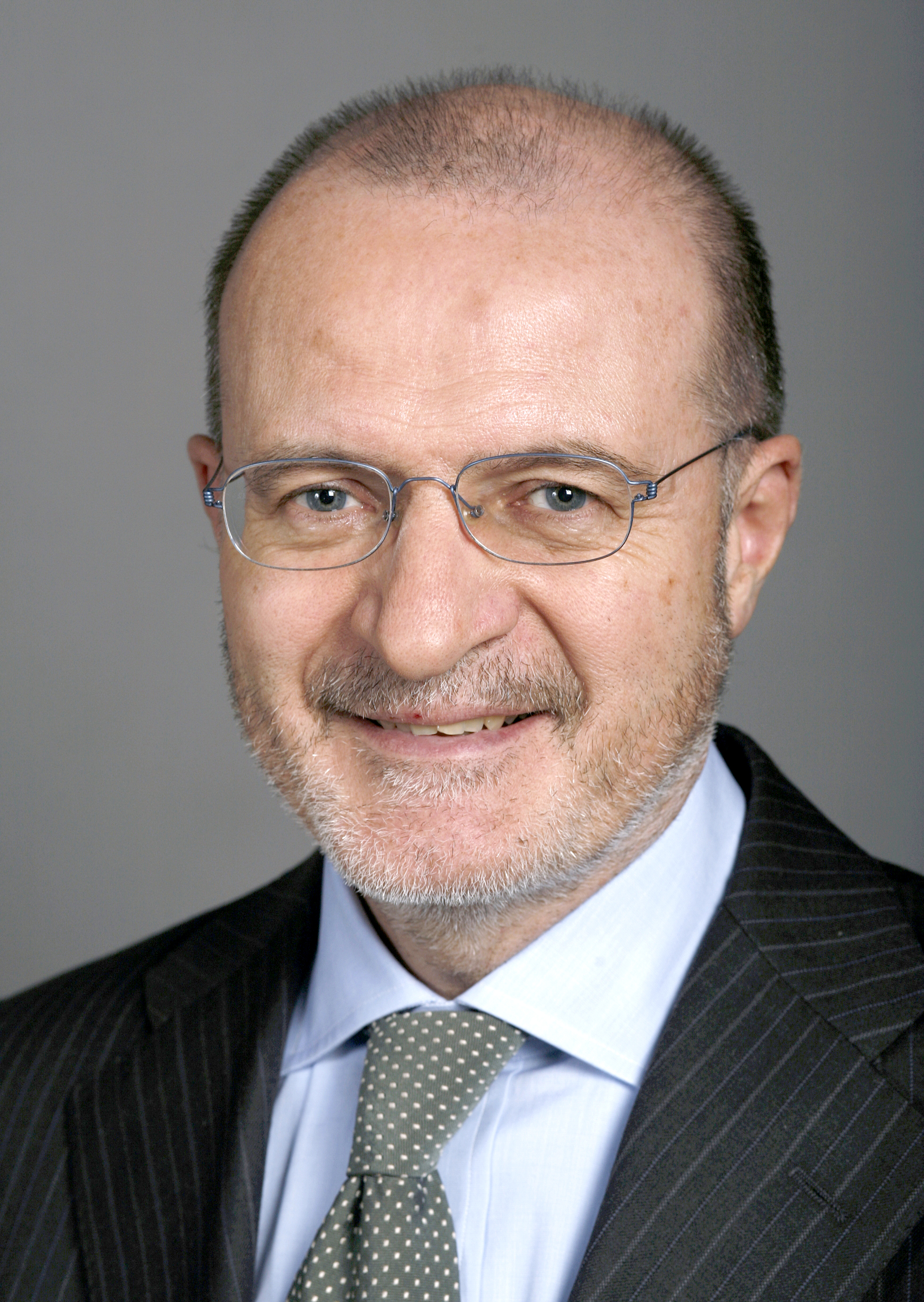
Fulvio Pelli (2007)

Fulvio Pelli (* 26. Januar 1951 in Sorengo; heimatberechtigt in Pura TI) ist ein Schweizer Politiker (FDP.Die Liberalen). Er war von 2009 bis 2012 erster Präsident der Partei und war zuvor seit 2005 letzter Präsident der Freisinnig-Demokratischen Partei (FDP), einer der Vorgängerparteien der FDP.Die Liberalen. Daneben war er von 1995 bis 2014 Nationalrat seiner Partei für den Kanton Tessin.

## Biografie
Nach dem Besuch der Volksschulen und des Gymnasiums in Lugano studierte Pelli an den Universitäten Bern und Zürich Rechtswissenschaft. Er erwarb 1974 das Lizenziat in Zürich und promovierte drei Jahre später bei Arthur Meier-Hayoz. 1977 erwarb er zudem das Anwalts- und Notariatspatent. Während vier Jahren war er stellvertretender Staatsanwalt des Sottoceneri. 1981 trat er in die Anwaltskanzlei seines Vaters Ferruccio Pelli ein. Heute ist er Inhaber dieser Kanzlei. Ausserdem ist er Verwaltungsratspräsident von fünf Unternehmen, darunter der Tessiner Kantonalbank. Seit 2017 gehört er dem Museumsrat des Schweizerischen Nationalmuseums an.
Pelli ist verheiratet und hat drei Töchter. Er lebt in Sorengo.

## Politik

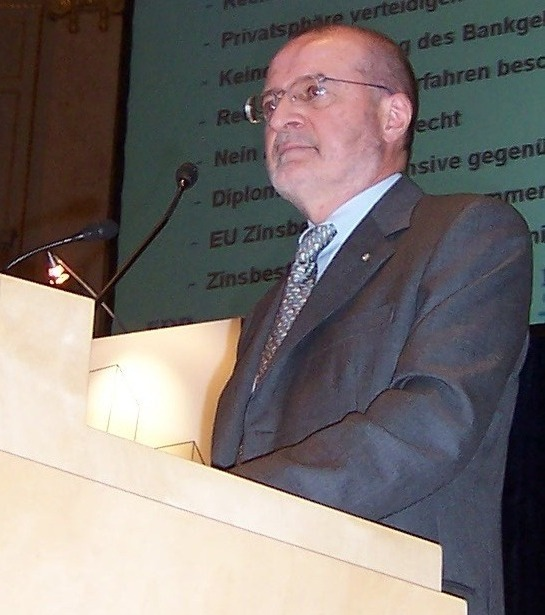
Fulvio Pelli, bei seiner ersten Rede als Präsident der «FDP.Die Liberalen» nach der Parteigründung 2009.

Von 1980 bis 1990 war Fulvio Pelli Mitglied des Gemeinderats der Stadt Lugano. Von 1983 bis 1995 gehörte er dem Tessiner Kantonsrat an. Von diesem Amt trat er zurück, als er 1995 in den Nationalrat gewählt wurde. 2002–2005 präsidierte er die Freisinnig-Demokratische Fraktion in der Bundesversammlung. Bei den Eidgenössischen Wahlen 2007 wurde er mit dem besten Resultat aller Kandidaten des Kantons Tessins in seinem Amt bestätigt, vier Jahre später hingegen bei den Wahlen vom 23. Oktober 2011 nur äusserst knapp mit 58 Stimmen Vorsprung wiedergewählt. Bei der Bundesratswahl zur Nachfolge von Bundesrat Couchepin wurde Pelli von seiner Kantonalpartei als Bundesratskandidat vorgeschlagen, wurde allerdings von der Bundeshausfraktion seiner Partei nicht offiziell nominiert. Er selber liess zuvor lange offen, ob er überhaupt kandidieren wolle. Pelli trat per 6. März 2014 aus dem Nationalrat zurück.
Fulvio Pelli ist ausserdem Mitglied der Neuen Europäischen Bewegung Schweiz (nebs), wo er zeitweise auch Präsident der Tessiner Regionalsektion war.
Im April 2021 wurde er wieder in den Gemeinderat der Stadt Lugano gewählt.

### Parteipräsident der FDP
Vom 5. März 2005 bis zur Fusion mit der Liberalen Partei der Schweiz am 1. Januar 2009 war Pelli letzter Präsident der Freisinnig-Demokratischen Partei. Ab der Fusion der beiden Parteien zur FDP.Die Liberalen war er deren erster Präsident (Gründungspräsident) bis 2012. Dies war bereits sein zweites Präsidialamt: von 1988 bis 2000 stand er der Tessiner FDP vor.

## Veröffentlichungen
- 37 Gründe liberal zu sein. Orell Füssli, Zürich 2007, ISBN 978-3-280-06102-2.
- Fulvio Pelli, Béatrice Acklin Zimmermann, Yann Grandjean (Hrsg.): Was heisst denn heute liberal? Liberale Antworten auf Herausforderungen des 21. Jahrhunderts. Verlag Neue Zürcher Zeitung, Zürich 2015, ISBN 978-3-03810-108-6.